# Erich Greipl
Erich Greipl (* 2. September 1940 in Passau; † 2. Juli 2013 in München) galt als einer der einflussreichsten Handelsmanager Deutschlands.

## Leben
Nach dem Abitur und Wehrdienst studierte er von 1963 bis 1967 Betriebswirtschaftslehre an der 
Ludwig-Maximilians-Universität. 1972 promovierte er. Von 1968 bis 1981 arbeitete er als wissenschaftlicher Mitarbeiter im Ifo-Institut in München. 1982 wurde er Marketingdirektor bei der coop AG, 1986 Mitglied der Geschäftsführung des Großhandelskonzerns Metro Cash & Carry, seit 1995 Mitglied der Geschäftsführung der Muttergesellschaft Metro Vermögensverwaltung GmbH & Co. KG, Düsseldorf. Er war Mitglied der Aufsichtsräte der Metro AG und der Kaufhof AG, Geschäftsführer der mehrheitlich zum Metro-Konzern gehörenden O.B. Betriebs GmbH sowie Vorstandsmitglied der Prof.-Otto-Beisheim-Stiftung in München. Als solcher war er Vorstandsvorsitzender der Stiftung WHU, die die WHU – Otto Beisheim School of Management trägt.
Greipl war zudem Aufsichtsratsvorsitzender der Duales System Deutschland GmbH, Präsident der IHK für München und Oberbayern, Präsident des Landesverbandes Groß- und Außenhandel Vertrieb und Dienstleistungen Bayern (LGAD), Vizepräsident des Hauptverbandes des Deutschen Einzelhandels, Vizepräsident des Bundesverband des deutschen Groß- und Außenhandels, Vizepräsident der Vereinigung der Bayerischen Wirtschaft, Verwaltungsratsvorsitzender der Kredit-Garantie-Gemeinschaft Handel Bayern, Mitglied im Kuratorium des Ifo-Institut für Wirtschaftsforschung, München, Stellvertretender Vorsitzender der Arbeitsgemeinschaft Verpackung und Umwelt e. V., Berlin. 2004 bis 2013 war er Präsident der Industrie- und Handelskammer für München und Oberbayern.
Seit 1990 war Greipl Honorarprofessor an der Universität Mannheim. Die Technische Universität Dresden verlieh ihm 2002 den Dr. rer. pol. h. c. Am 21. Dezember 2005 wurde ihm von der WHU in Vallendar die Ehrendoktorwürde verliehen.
| Personendaten    | Personendaten            |
| ---------------- | ------------------------ |
| NAME             | Greipl, Erich            |
| KURZBESCHREIBUNG | deutscher Handelsmanager |
| GEBURTSDATUM     | 2. September 1940        |
| GEBURTSORT       | Passau                   |
| STERBEDATUM      | 2. Juli 2013             |
| STERBEORT        | München                  |